# Ваняты
Ваняты — микрорайон города Балахны Нижегородской области России. До 1932 года - деревня в  Балахнинском районе, позднее включённая в черту посёлка Правдинск Нижегородского края. 

## География
Расположен на правом берегу реки Волги в 5 километрах от центра Балахны. 

## История
По данным на 1916 год, деревня Вонята относилась к Кубенцевской волости и насчитывала 240 жителей.
В 1925 году деревня уже носила название Ваняты, в ней проживало 222 жителя. 
1 февраля 1932 года ВЦИК постановил преобразовать в рабочий посёлок селение при целлюлозно-бумажном комбинате Балахнинского района с включением в его поселковую черту селений: Курза и Ванята с наименованием его «Правдинск».
В 1948 году через территорию бывшей деревни была проложена железнодорожная линия от станции Правдинск до гидроузла в городе Заволжье.
С 1993 года входит в состав города Балахны.

## Транспорт
В микрорайоне расположен остановочный пункт Ваняты в составе железнодорожной линии Нижний Новгород — Заволжье. Городской транспорт отсутствует, на расположенных в черте района остановках совершают остановку только автобусы пригородного сообщения.